# Jakob-Grimm-Schule (Rotenburg an der Fulda)

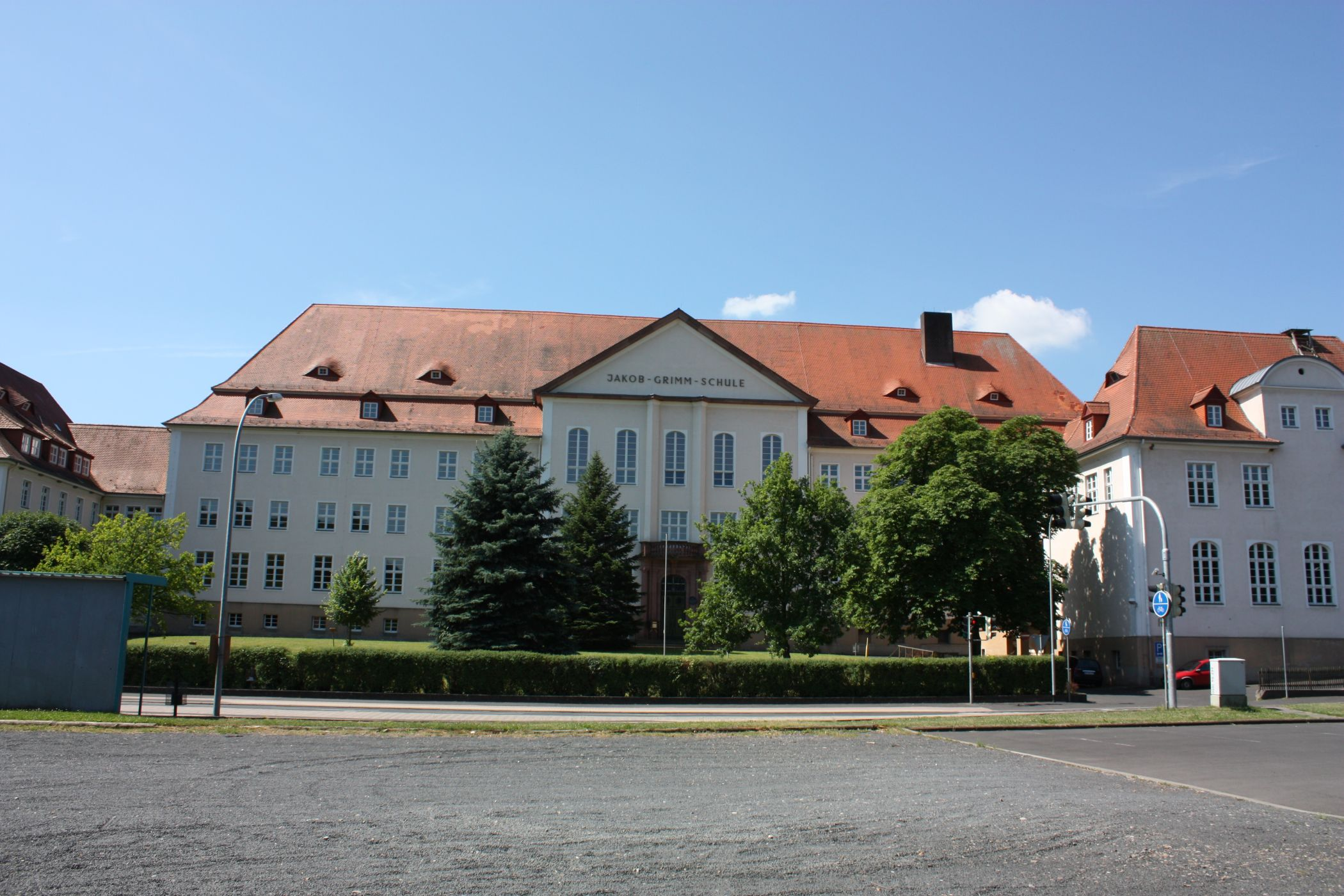
Jakob-Grimm-Schule in Rotenburg

Die Jakob-Grimm-Schule (kurz: JGS) ist eine nach dem Sprachwissenschaftler und Märchensammler Jacob Grimm benannte Gesamtschule mit Gymnasialer Oberstufe in Rotenburg an der Fulda in der Braacher Straße.

## Geschichtliches
Am 14. Oktober 1912 wurde das „Königliche Lehrerinnen-Seminar“ an der Braacher Straße mit einer Feier in der großen Aula eingeweiht. 1924 wurde in den Räumen des Seminars die Aufbauschule und 1925 die Höhere Bürgerschule für Mädchen eingerichtet. 1926 erhielt die Schule den Namen „Jakob-Grimm-Schule“. 1928 wurde ein dazugehöriges Schülerheim eröffnet. Ab Juni 1940 dienten die Schul- und Internatsgebäude unter der Bezeichnung Oflag IX A/Z als Lager für kriegsgefangene Offiziere der Alliierten.
Interniert war hier unter anderem der aus zahlreichen James-Bond-Filmen bekannte britische Schauspieler Desmond Llewelyn.

## Die Schule heute
An der Gesamtschule werden die Jahrgänge 5–13 unterrichtet. Die JGS nimmt Schüler nach intensiver Elterninformation in die Klasse 5 der Förderstufe oder in den Gymnasialzweig auf. Gymnasiasten besuchen den verkürzten gymnasialen Bildungsgang, der nach 12 Jahren Schulzeit zum Abitur führt. Der Weg aus der Förderstufe führt nach Klasse 6 im Regelfall in den Hauptschulzweig und in den Realschulzweig. Die Schulorganisation sieht Übergangsmöglichkeiten zwischen den Schulzweigen und eine spezielle Übergangsförderung vor. Die Gymnasiale Oberstufe ist offen für Jugendliche aus den Gesamtschulen Obersuhl und in Bebra, oder aus dem Schwalm-Eder-Kreis.
Es existiert eine breite Auswahl an Leistungskursen, die man belegen kann, wie zum Beispiel: Mathematik, Physik, Biologie, Englisch, Französisch, Deutsch, Geschichte und Politik und Wirtschaft.
Zurzeit besuchen etwa 1900 Schüler die Jahrgänge 5–13. Die Jakob-Grimm-Schule bietet neben dem regulären Schulbetrieb auch Ganztagsangebote an. Darunter fallen z. B. die Sport-AGs, eine Theater-AG, eine Solar-AG, eine Schach-AG und viele weitere Projekte.
Einen Bekanntheitsgrad erlangte die Schule durch den Bau eines Zentrums für Umweltbildung und Solarenergie („ZUmBiS“).

## Zentrum für Umweltbildung und Solarenergie
Neben den für eine Schule üblichen Unterrichts- und Fachräumen und Sportanlagen hat die JGS seit 1999 eine Besonderheit zu bieten – das „ZUmBiS“ als zweistöckigen Anbau, der sich schon äußerlich durch seine Lärchenholzverschalung vom übrigen Schulgebäude stark abhebt. Im Inneren befinden sich zwei große, innovativ eingerichtete Unterrichtsräume, eine Lernwerkstatt mit Medienausstattung und einer auf naturwissenschaftliche Umweltuntersuchungen ausgerichteten Sammlung sowie ein Mehrzweckraum mit Holzschiebewand.
Die Jakob-Grimm-Schule pflegt bereits seit langem den Bereich der traditionellen Umwelterziehung. Umfangreiche Pflanzaktionen und eine lebensnahe Schulhofgestaltung am Standort der Förderstufe zeugen von diesen Aktivitäten. Der Grundstein für ein Zentrum für Umweltbildung und Solarenergie ist daher schon lange gelegt. In der damaligen Projektwoche (1995/1996) entschlossen sich Schüler eines 11er -Mathematikkurses zur intensiven Beschäftigung mit dem Energiesektor, insbesondere mit der Nutzung regenerativer Energien. Durch den Bau kleinerer Modelle zur Stromerzeugung durch Sonnenlicht wollte man sich der Photovoltaik-Nutzung praktisch annähern. Doch für solch kleine Projekte stand keine finanzielle Unterstützung zur Verfügung. Der Gruppe wurde aber nahegelegt, gleich etwas Größeres zu starten. Also reiften Pläne zum Bau einer großen Photovoltaikanlage, die den erzeugten Strom direkt in das öffentliche Stromnetz einspeist. Beim Hessischen Umweltministerium beantragte man Fördergelder, mit Erfolg. Mit einer 50 %igen Förderung aus Wiesbaden, Sponsoren aus der Region und entsprechenden Eigenleistungen zierte nach der Projektwoche eine Photovoltaikanlage das Dach des 68-Traktes und die Außenfassade mit einer Spitzenleistung von insgesamt ca. 2 kW.
Mit dem ZUmBiS-Projekt reiften Ideen für unkonventionelle Formen des Lernens, die weit über eine fachliche Bindung hinausgehen. Eine Lernwerkstatt und ein Multifunktionsraum als zentrale Bereiche des Anbaus sollen für Schülerexperimente und Lehrerfortbildungen nutzbar gemacht werden. Ebenso gehören Lernpfade in der Umgebung für schulische und touristische Gruppen als Fuß- oder Radwege zum Konzept. Die unterschiedlichsten Lernorte für die Bereiche Ökologie, Umweltlernen und Energie ermöglichen ein „Neues Lernen“, eine ganzheitliche Auseinandersetzung mit einem Lerngegenstand nach der Maxime … durch eigenes Tun eigene Erfahrung sammeln... . Das ZUmBiS soll anderen Schulen ebenso wie außerschulischen Gruppen als Bildungszentrum zur Verfügung gestellt werden. Jugendhof, Jugendherberge, Volkshochschule, Haus der Jugend und Kirchen stellen ebenso Bausteine in einem umfangreichen Bildungsnetz dar, wie Kooperationen mit der Wirtschaft und Wissenschaft aus der Region (Energieversorger, Handwerker und Architekten, Gesamthochschule Kassel).

## Internationale Begegnungen
Zurzeit besteht die Möglichkeit zur Teilnahme an einem Schüleraustausch
- für Schüler der Sekundarstufe I mit Schulen in Argentan (Frankreich), Göteborg-Torslanda (Schweden) und Moscow, Kansas (USA);
- für Schüler der Sekundarstufe II mit Schulen in Argentan und Göteborg;
- seit Sommer 2005 gibt es Begegnungen und Austausche zwischen der Sekundarstufe II der JGS und dem Lyceum Nr. 7 in Szczecin (Polen)
- einen Austausch zwischen zwei Tutorkursen des Jahrgangs 13 und Schülern des Petőfi-Gymnasiums in Bonyhád (Ungarn).

- Ein Austausch mit der International School „El Limonar“ in Murcia (Spanien) fand 2006 erstmals statt.
- Eine Arbeitsgemeinschaft steht im Rahmen eines Comenius-Projekts im Kontakt mit Schulen in Hyvinkää (Finnland) und Colleferro (Italien); auch hier sind Begegnungsfahrten vorgesehen.
- Die Schule bemüht sich, auch wieder einen Austausch mit einer englischen Schule ins Leben zu rufen.

## Gebäude
Das 1907 bis 1908 erbaute Schulgebäude ist eine asymmetrische Bautengruppe in neubarocker Gliederung mit Jugendstilelementen. Der traufseitige, dreigeschossige Trakt unter gebrochenem Walmdach wird betont durch ein fünfachsiges Mittelrisalit unter Dreiecksgiebel. Das Gebäude steht als Kulturdenkmal unter Denkmalschutz.

## Persönlichkeiten
- Hartwig Kelm (1933–2012): Präsident der Johann Wolfgang Goethe-Universität in Frankfurt/Main und Intendant des Hessischen Rundfunks.
- Racha Kirakosian (* 1986): Altgermanistin.
- Bernd Kollmann (* 1959): Professor für Neues Testament an der Universität Siegen und Sachbuchautor.
- Dirk-Ulrich Mende (* 1957): Politiker und von 2009 bis 2017 Oberbürgermeister der Stadt Celle.
- Gert-Uwe Mende (* 1962): Oberbürgermeister von Wiesbaden.
- Michael Minkenberg (* 1959): Professor für Politikwissenschaft an der Europa-Universität Viadrina in Frankfurt (Oder).
- Heinrich Nuhn (* 1938): Zeithistoriker, Pädagoge und Sachbuchautor
- Nikko Weidemann (* 1961): Musiker und Komponist (u. a. für die Fernsehserie „Babylon Berlin“).